# Igors Tarasovs
Igors Tarasovs (* 16. Oktober 1988 in Riga) ist ein lettischer Fußballspieler. Der Mittelfeldspieler spielt beim FK Spartaks Jūrmala sowie für die Lettische Fußballnationalmannschaft.

## Karriere

### Verein
Igors Tarasovs spielte bei Skonto Riga bis zu seinem 19. Lebensjahr, bevor er zu Olimps Riga wechselte. Mit Olimps belegte dieser im ersten Jahr den letzten Tabellenplatz. Zu Beginn der Saison 2009 ging Tarasovs zurück zum FC Skonto. In der Spielzeit 2010 der Virslīga konnte er die lettische Meisterschaft gewinnen. Im Februar 2012 unterschrieb Tarasovs einen Vertrag bis Saisonende beim PFK Simurq Zaqatala, wo er auf seinen Landsmann Andrejs Rubins trifft.
Im Sommer 2016 wurde er vom türkischen Zweitligisten Giresunspor verpflichtet. Eine Spielzeit später zog er weiter zum polnischen Verein Śląsk Wrocław.

### Nationalmannschaft
Für die A-Nationalmannschaft debütierte Igors Tarasovs in einem Freundschaftsspiel gegen Angola im März 2010, als er in der 53. Spielminute für den lettischen Rekordnationalspieler Vitālijs Astafjevs eingewechselt wurde.

## Erfolge
- Lettischer Meister: 2010, 2013
- Lettischer Fußballpokal: 2011, 2013
- Baltic League: 2011